# Union des écrivains du Maroc
L'Union des écrivains du Maroc (UEM) est une association professionnelle et culturelle marocaine reconnue d'utilité publique, basée à Rabat et subventionnée par le ministère de la Culture. Créée en 1960, elle s'appelait au départ Union des écrivains du Maghreb arabe (UEMA).

## Historique
L'Union des écrivains du Maroc a été fondée le 17 septembre 1960 à Rabat.  L'actuel nom de cette association remonte à 1966 et résulte de la transformation de l'Union des écrivains du Maghreb arabe après l'indépendance de l'Algérie. Le 2 avril 1996, elle a été reconnue d'utilité publique,.

## Les présidents
| Nom                  | date de début  | date de fin  |
| -------------------- | -------------- | ------------ |
| Mohamed Aziz Lahbabi | 1961           | 1968         |
| Abdelkrim Ghallab    | 1968           | 1976         |
| Mohamed Berrada      | 1976           | 1983         |
| Ahmed El Yabouri     | 1983           | 1989         |
| Mohammed Achaari     | 1989           | 1996         |
| Abderrafi Jouahri    | 1996           | 1998         |
| Hassan Najmi         | 1998           | 2005         |
|                      |                |              |
| Abderrahim El Allam  | septembre 2012 | février 2019 |